# Maksim Snak

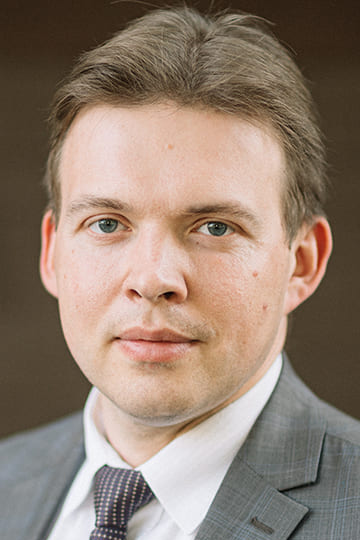
Maksim Snak, 2020

Maksim Aljaksandrawitsch Snak (* 4. September 1981 in Minsk, Weißrussische SSR; auch: Maxim Snak, englisch Maxim Znak; belarussisch Максім Аляксандравіч Знак) ist ein belarussischer Rechtsanwalt und führender Oppositioneller. Snak ist Mitglied des Koordinierungsrats, der im Zuge der Proteste in Belarus 2020 nach den Präsidentschaftswahlen gegründet wurde.

## Strafverfahren
Snak war früher der Anwalt von Wiktar Babaryka, der selbst zur Präsidentschaftswahl 2020 antreten wollte.
Am 9. September 2020 wurde Snak festgenommen. Swjatlana Zichanouskaja forderte die Aufklärung seines Verschwindens. Snak war eines der letzten Mitglieder des Koordinierungsrats, die noch in Freiheit waren. Die meisten Mitglieder waren zuvor festgenommen oder zur Ausreise gedrängt worden, zuletzt Maryja Kalesnikawa.
Durch eine gemeinsame Erklärung von zwölf Organisationen (Wjasna, der Belarussische Journalistenverband, das Belarussische Helsinki-Komitee u. a.) wurde er am 10. September 2020 als politischer Gefangener anerkannt. Am 11. September 2020 erkennte Amnesty International Snak als politischen Gefangenen an. Am 14. September 2020 übernahm Sergey Lagodinsky, Mitglied des Europäischen Parlaments, die Patenschaft für politische Gefangene.
Am 21. Januar 2021 war er immer noch in SIZO-1 (Minsker Haftanstalt Nr. 1) in Minsk.
Snak wurde schließlich zusammen mit Kalesnikawa vor dem Gericht des Minsker Bezirks angeklagt. Die Öffentlichkeit war von der Teilnahme an der Verhandlung ausgeschlossen, die Beteiligten wurden zur Verschwiegenheit verpflichtet. Am 6. September 2021 wurde er zu zehn Jahren Haft verurteilt.

## Auszeichnungen
- Preis der International Bar Association für seinen Beitrag zum Schutz der Menschenrechte (2021)[10]
- Deutsch-Französischer Preis für Menschenrechte und Rechtsstaatlichkeit (2022)[11]

## Veröffentlichung
- Zekamerone. Geschichten aus dem Gefängnis. Aus dem Russischen von Henriette Reisner und Volker Weichsel, suhrkamp, Berlin 2022, ISBN 978-3-518-12804-6.